# 拉岑
拉岑（德語：Laatzen，發音：[ˈlaːtsn̩] ⓘ）是德国下萨克森州汉诺威地区的城市，面积34.16平方千米，2023年12月31日人口为42,560人。